# Волосянка (Львовская область)
Волосянка (укр. Волосянка) — село в Славской поселковой общине Стрыйского района Львовской области Украины.
Население по переписи 2001 года составляло 1452 человека. Занимает площадь 3,01 км². Почтовый индекс — 82663. Телефонный код — 3251.